# Клюсівська сільська рада (Новосанжарський район)
Клюсівська сільська рада — колишній орган місцевого самоврядування у Новосанжарському районі Полтавської області з центром в селі Клюсівка.

## Населені пункти
Сільраді були підпорядковані населені пункти:
- село Клюсівка

## Пам'ятки
На території сільської ради розташована більша частина ентомологічного заказника місцевого значення «Тетянин Гай».